# 賢庵里
賢庵里是中華民國金門縣金城鎮的一個里，東北與東門里相連，東南與珠沙里接壤，南與古城里相鄰，西與金水里相接，人口約四千人，轄夏墅、賢聚、官路邊，古區、東社、官裏、山前、浴井、吳厝、庵前、向陽吉第11個聚落，以規模最大的賢聚、庵前各取一字命名。